# Route 158 (Québec)
Pour les articles homonymes, voir Route 158.
La route 158 (R-158) est une route nationale québécoise d'orientation est / ouest située sur la rive nord du fleuve Saint-Laurent. Elle dessert les régions administratives des Laurentides et de Lanaudière.

## Tracé

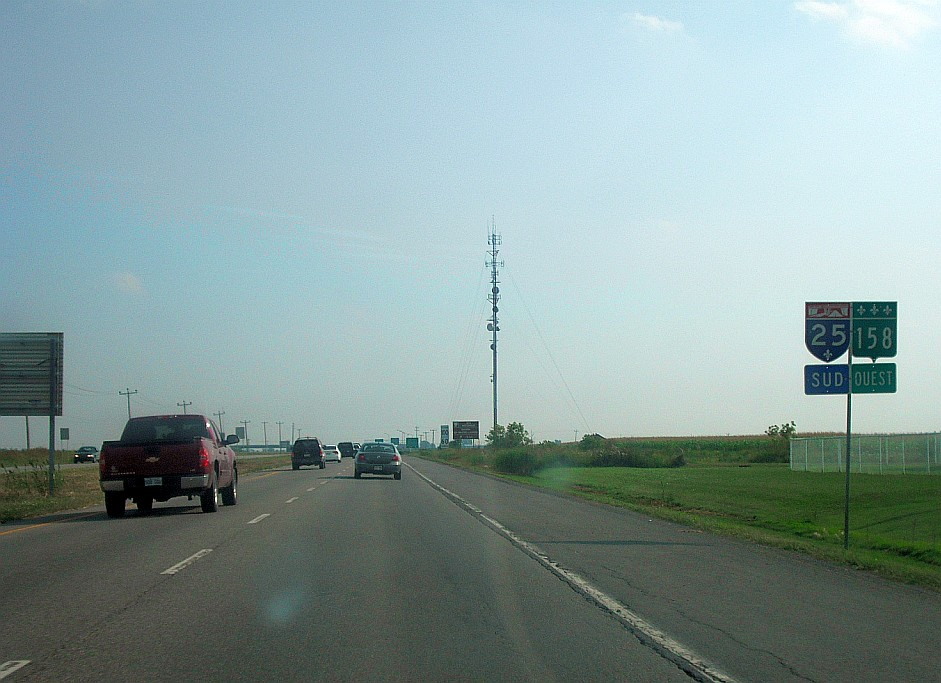
La route 158 dans son multiplex avec l'autoroute 25.

La route 158 commence à Lachute, à l'angle de l'Avenue Bethany, puis traverse Saint-Jérôme avant d'arriver à Saint-Esprit où elle forme un multiplex avec l'A-25 et la route 125 pour 2 kilomètres. Ensuite, à Joliette, elle devient une route à chaussées divisées jusqu'à la jonction avec la route 131. Cette section de la route 158 devait initialement faire partie de l'A-50; elle possède d'ailleurs un échangeur autoroutier complet avec l'A-31 à Joliette. Comme le projet de prolonger l'A-50 à l'est de Saint-Jérôme a été abandonné, le tronçon déjà construit fut attribué à la route 158. Plus à l'est, elle traverse Berthierville avant de se terminer à Saint-Ignace-de-Loyola, sur l'une des Îles de Sorel, tout juste à côté de la traverse reliant Saint-Ignace-de-Loyola et Sorel-Tracy. Elle était, dans l'ancien système de numérotation des routes, la route 41.
Depuis 2008, elle forme un multiplexe avec la route 148 entre son début à Lachute et la route Arthur-Sauvé à Mirabel. Les deux routes se divisent à l'intersection avec la route Arthur-Sauvé, que la route 148 emprunte afin de rejoindre Saint-Eustache.
La 158 est parallèle à l'A-50 entre Lachute et Saint-Jérôme. Elle passe près de l'Aéroport international Montréal-Mirabel.
À certains endroits entre Joliette et Saint-Jacques, on peut apercevoir de larges espacements entre la route 158 et les champs. Selon les tracés originaux, la route 158 devait être l'A-50. Avec l'abandon du projet, une seule chaussée à deux voies fut construite, mais une vue satellite, aux abords de l'échangeur avec l'A-31, permet de voir un début de dédoublement de voie pour une éventuelle autoroute avec voie de service.

## Localités traversées (de l'ouest vers l'est)
Liste des municipalités dont le territoire est traversé par la route 158, regroupées par municipalité régionale de comté.

### Laurentides
Argenteuil
- Lachute

Mirabel
- Mirabel

La Rivière-du-Nord
- Saint-Jérôme
- Sainte-Sophie

### Lanaudière
Montcalm
- Saint-Lin–Laurentides
- Saint-Esprit
- Saint-Alexis
- Saint-Jacques
- Saint-Liguori

Joliette
- Crabtree
- Saint-Paul
- Joliette
- Saint-Thomas

D'Autray
- Sainte-Geneviève-de-Berthier
- Berthierville
- La Visitation-de-l'Île-Dupas
- Saint-Ignace-de-Loyola

## Intersections majeures
| MRC                              | Municipalité                 | km     | Destinations                                                                          | Notes |
| -------------------------------- | ---------------------------- | ------ | ------------------------------------------------------------------------------------- | --- |
| Argenteuil                       | Lachute                      | 0,00   | R-148 ouest (Rue Principale)                                                          | Terminus ouest du multiplex avec la R-148 |
| Argenteuil                       | Lachute                      | 0,00   | Avenue Béthany vers A-50                                                              | Terminus ouest du multiplex avec la R-148 |
| Argenteuil                       | Lachute                      | 2,10   | R-329 sud – Saint-Hermas                                                              | Terminus ouest du multiplex avec la R-329 |
| Argenteuil                       | Lachute                      | 3,00   | R-329 nord – Gore, Morin-Heights                                                      | Terminus est du multiplex avec la R-329 |
| Mirabel                          | Mirabel                      | 11,90  | R-148 est vers A-50 – Saint-Eustache                                                  | Terminus est du multiplex avec la R-148 |
| Mirabel                          | Mirabel                      | 29,60  | A-15 – Montréal, Sainte-Agathe-des-Monts                                              | Sortie 39 de l'A-15 |
| La Rivière-du-Nord               | Saint-Jérôme                 | 31,70  | R-117 – Centre-ville, Saint-Janvier                                                   | |
| Montcalm                         | Saint-Lin–Laurentides        | 53,80  | R-335 sud / R-337 sud – Terrebonne                                                    | Terminus ouest du multiplex avec la R-335 / R‑337 |
| Montcalm                         | Saint-Lin–Laurentides        | 53,80  | R-339 – Saint-Roch-de-l'Achigan                                                       | Terminus nord de la R-339 |
| Montcalm                         | Saint-Lin–Laurentides        | 55,50  | R-335 nord / R-337 nord – Saint-Calixte                                               | Terminus est du multiplex avec la R-335 / R‑337 |
| Montcalm                         | Saint-Esprit                 | 62,90  | Rang de la Côte-Saint-Louis / Ancienne Route 125                                      | Carrefour giratoire |
| Montcalm                         | Saint-Esprit                 | 63,60  | A-25 sud / R-125 sud – Montréal                                                       | Terminus ouest du multiplex avec l'A-25 / R-125; échangeur; sortie 46 de l'A-25; l'A-25 nord n'est pas indiquée au nord de la R-158 et la R-125 n'est pas indiquée au sud de la R-158 |
| Montcalm                         | Saint-Esprit                 | 65,70  | A-25 se termine / R-125 nord – Sainte-Julienne, Rawdon, Saint-Donat, Saint-Esprit     | Terminus est du multiplex avec l'A-25 / R-125; Saint-Esprit indiqué en direction ouest, Saint-Donat indiqué en direction est                                                          |
| Montcalm                         | Saint-Jacques                | 74,40  | R-341 – Rawdon, Saint-Jacques                                                         | Carrefour giratoire |
| Joliette                         | Crabtree                     | 82,50  | Chemin Archambault – Crabtree, Saint-Liguori                                          | Échangeur |
| Joliette                         | Saint-Paul                   | 86,50  | R-343 – L'Assomption, Saint-Paul, Saint-Ambroise-de-Kildare                           | Saint-Ambroise-de-Kildare indiqué en direction est seulement |
| Joliette                         | Joliette                     | 89,50  | Boulevard Base-de-Roc                                                                 | Échangeur |
| Joliette                         | Joliette                     | 90,40  | A-31 sud / R-131 sud vers A-40 – Lavaltrie, Québec, Montréal, Joliette (Centre-ville) | Terminus ouest du multiplex avec la R-131; terminus nord de l'A-31; sortie 14 de l'A-31; échangeur                                                                                    |
| Joliette                         | Joliette                     | 91,10  | R-131 nord – Notre-Dame-des-Prairies, Saint-Michel-des-Saints                         | Terminus est du multiplex avec la R-131 |
| D'Autray                         | Sainte-Geneviève-de-Berthier | 111,70 | R-345 nord – Sainte-Elisabeth                                                         | Terminus sud de la R-345; carrefour giratoire |
| D'Autray                         | Sainte-Geneviève-de-Berthier | 114,10 | R-347 nord – Saint-Norbert, Saint-Gabriel, Saint-Cuthbert                             | Saint-Cuthbert indiqué en direction est seulement; terminus sud de la R-347 |
| D'Autray                         | Berthierville                | 116,60 | A-40 – Trois-Rivières, Montréal                                                       | Sortie 144 de l'A-40 |
| D'Autray                         | Berthierville                | 117,80 | R-138 ouest – Lanoraie, Lavaltrie                                                     | Terminus ouest du multiplex avec la R-138; Lavaltrie indiqué en direction ouest seulement                                                                                             |
| D'Autray                         | Berthierville                | 118,80 | R-138 est – Louiseville                                                               | Terminus est du multiplex avec la R-138 |
| D'Autray                         | Saint-Ignace-de-Loyola       | 123,40 | Quai de Saint-Ignace                                                                  | |
| Fleuve Saint-Laurent             | Fleuve Saint-Laurent         | 123,40 | Traversier vers Sorel-Tracy                                                           | Traversier vers Sorel-Tracy |
| - Terminus de multiplex - Payant |                              |        |                                                                                       | |